# Xyris oligantha
Xyris oligantha är en gräsväxtart som beskrevs av Ernst Gottlieb von Steudel. Xyris oligantha ingår i släktet Xyris och familjen Xyridaceae. Inga underarter finns listade i Catalogue of Life.